# Секретан, Шарль
Шарль Секретан (фр. Charles Secrétan) (19 января 1815, Лозанна — 21 января 1895, Лозанна) — швейцарский философ, теолог и историк философии.

## Биография
Родился в Лозанне 19 января 1815 года. 
В 1836 году прослушал в Мюнхене курс лекций Шеллинга, в 1838—1845 преподавал философию в Лозаннском университете, в 1845 в связи с политическими событиями в кантоне Во был уволен и в 1850—1866 преподавал в колледже в Нёвшателе. Вернулся на свою кафедру в Лозанну, где проработал до конца жизни. Секретан не только играл важную роль в интеллектульной и моральной жизни своей страны, но оказал известное влияние и на французскую культуру, с которой он был тесно связан, в частности на французский протестантизм . В 1883 стал членом-корреспондентом Академии юридических и политических наук Франции. 
Умер в Лозанне 21 января 1895.

## Философское учение
По своим философским воззрениям Секретан близок к традиции французского спиритуализма. Основные идеи его концепции, складывавшейся под влиянием Баадера, Декарта, Канта и Вине, изложены в книге Философия свободы (Philosophie de la liberté, 1848—1849), где он предпринял оригинальную попытку согласовать догматы христианской веры с принципами рационалистической философии. В духе традиций протестантизма и либеральных идей, которые защищал А.Вине, Секретан подчёркивал значение ценностей личной свободы, солидарности и любви, видя в них ключ к решению социальных проблем. Главным для него стало понятие свободы, которое лежит в основе его теологии и метафизики, а также связывает последнюю с моралью.
Секретан утверждал, что Бог не только суверенно свободен и является источником высших истин, но представляет собой чистую свободу как таковую. Существование Бога определяется, по Секретану, лишь его свободной волей; в своей абсолютной свободе Бог доходит до самоограничения в акте творения мира. Духовная и социальная солидарность, подчинение нравственному закону делает из индивидов, обособленных и рассеянных в мире вследствие грехопадения, свободных и ответственных личностей.
Первоначально философии Секретана был свойствен определённый пессимизм, но постепенно, под влиянием эволюционистской теории, он уступил место иным настроениям; Секретан все больше склонялся к концепции бесконечного прогресса. Эволюционизм оказал воздействие и на его трактовку религиозных проблем. Так, он утверждал, что догматы теологии не вневременны, а претерпевают изменение в ходе исторического развития. Секретан проявлял интерес к социальным проблемам, настаивая на необходимости равного распределения благ в обществе, отмены классовых привилегий, равноправия женщин.

## Философские труды
- Философия Лейбница (La philosophie de Leibniz, 1840);
- Исследования о методе (Recherches sur la méthode, 1857);
- Разум и христианство (Raison et le christianisme, 1863);
- Философия Виктора Кузена (Philosophie de Victor Cousin, 1868);
- Религия, философия и наука (La religion, philosophie et la science, 1881);
- Теология и религия (Théologie et religion, 1883);
- Принцип морали (Principe de la morale, 1884);
- Цивилизация и вера (Civilisation et la croyance, 1887);
- Право женщины (Droit de la femme, 1888);
- Социальные исследования (Études sociales, 1889);
- Права человечества (Les droits de l’humanité, 1890);
- Моя утопия (Mon utopie, 1892);
- Опыты по философии и литературе (Essais de philosophie et de littérature, 1896);
- Переписка Ренувье и Секретана (Correspondance de Renouvier et Secrétan, 1910).

## На русском языке
- Цивилизация и вера = (La civilisation en la croyance) : (La civilisation en la croyance) : Пер. с фр. / [Соч.] Шарля Секретана, проф. Лозан. ун-та; Под ред. проф. А.И. Введенского. - Москва : типо-лит. Д.А. Бонч-Бруевича, 1900. - 524 с.; 19. - (В защиту идеалов разума : Избр. б-ка соврем. зап. мыслителей.